# Mess (album)
Mess è il settimo album discografico in studio del gruppo musicale rock statunitense Liars, pubblicato nel 2014.

## Tracce
Testi e musiche di Aaron Hemphill e  Angus Andrew.
1. Mask Maker – 4:07
2. Vox Tuned D.E.D. – 4:31
3. I'm No Gold – 6:10
4. Pro Anti Anti – 4:16
5. Can't Hear Well – 3:26
6. Mess On A Mission – 4:05
7. Darkslide – 3:51
8. Boyzone – 4:41
9. Dress Walker – 4:01
10. Perpetual Village – 8:57
11. Left Speaker Blown – 6:59